# Біла веселка
Бі́ла весе́лка, тума́нна весе́лка, або бі́ла ра́йдуга, тума́нна ра́йдуга — широка біла веселка на небосхилі, зумовлена розсіянням світла в дуже дрібних крапельках (радіусом близько 25 μ). Внутрішня сторона білої райдуги трохи забарвлена у фіолетовий колір, зовнішня — в оранжевий.
Біла веселка відрізняється від звичайної (яка утворюється на великих краплях води) завдяки тому, що при маленькому розмірі крапель сильно проявляються хвильові властивості світла. На таких краплях відбувається сильна дифракція світла. Це призводить до того, що кожна кольорова дуга розмивається і накладається на дуги інших кольорів, у результаті веселка стає широка і слабко забарвлена.

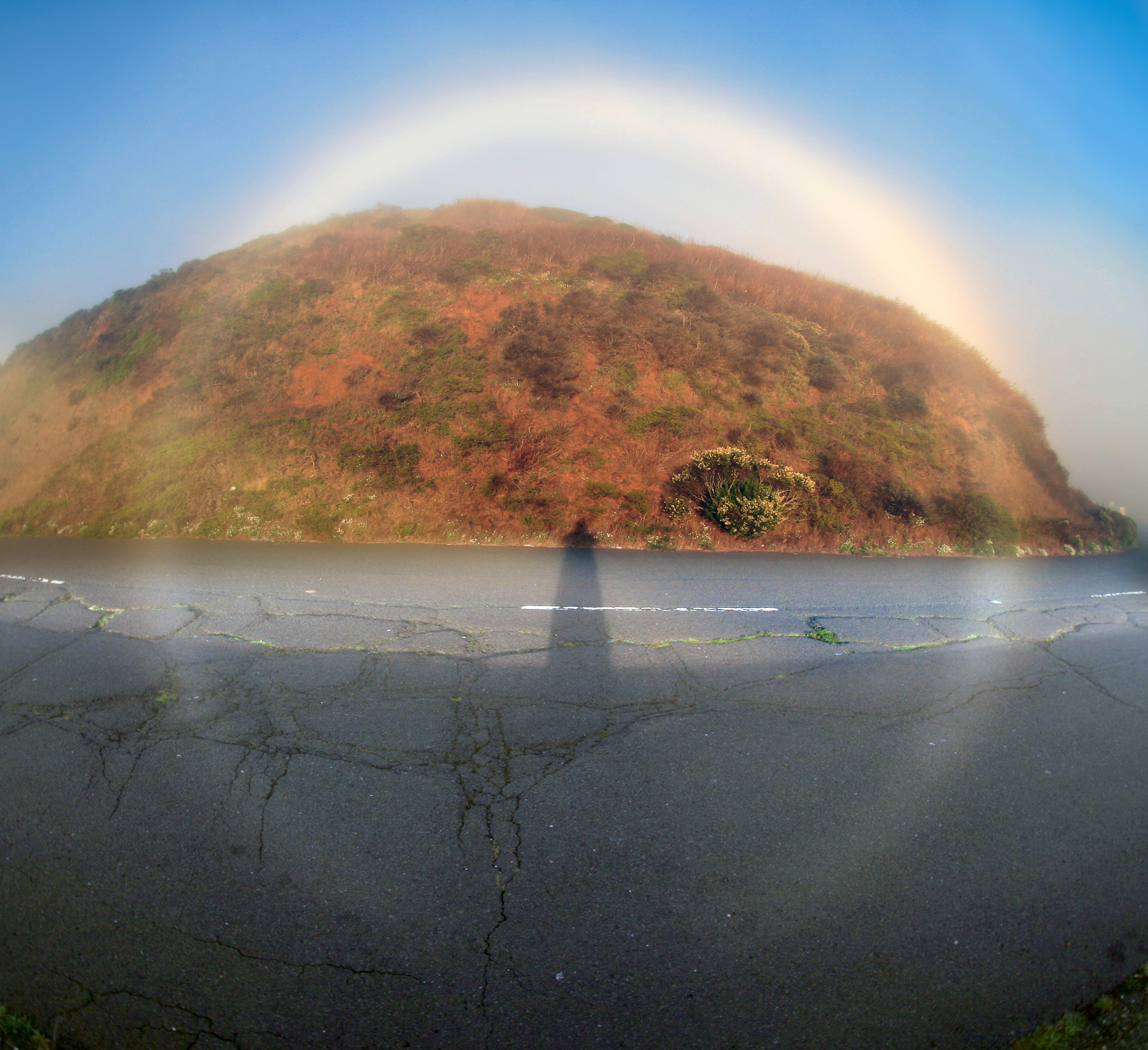
border
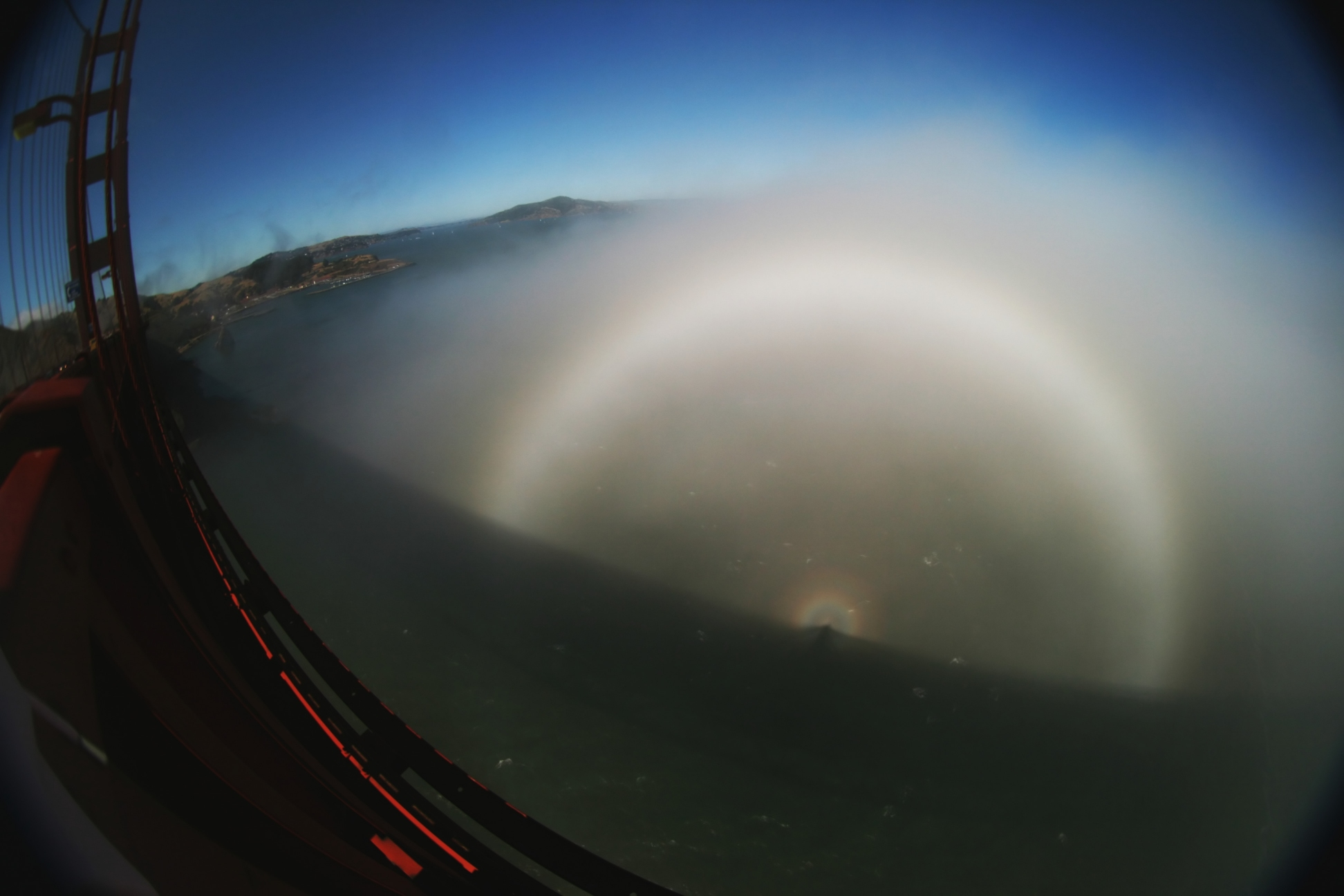
border
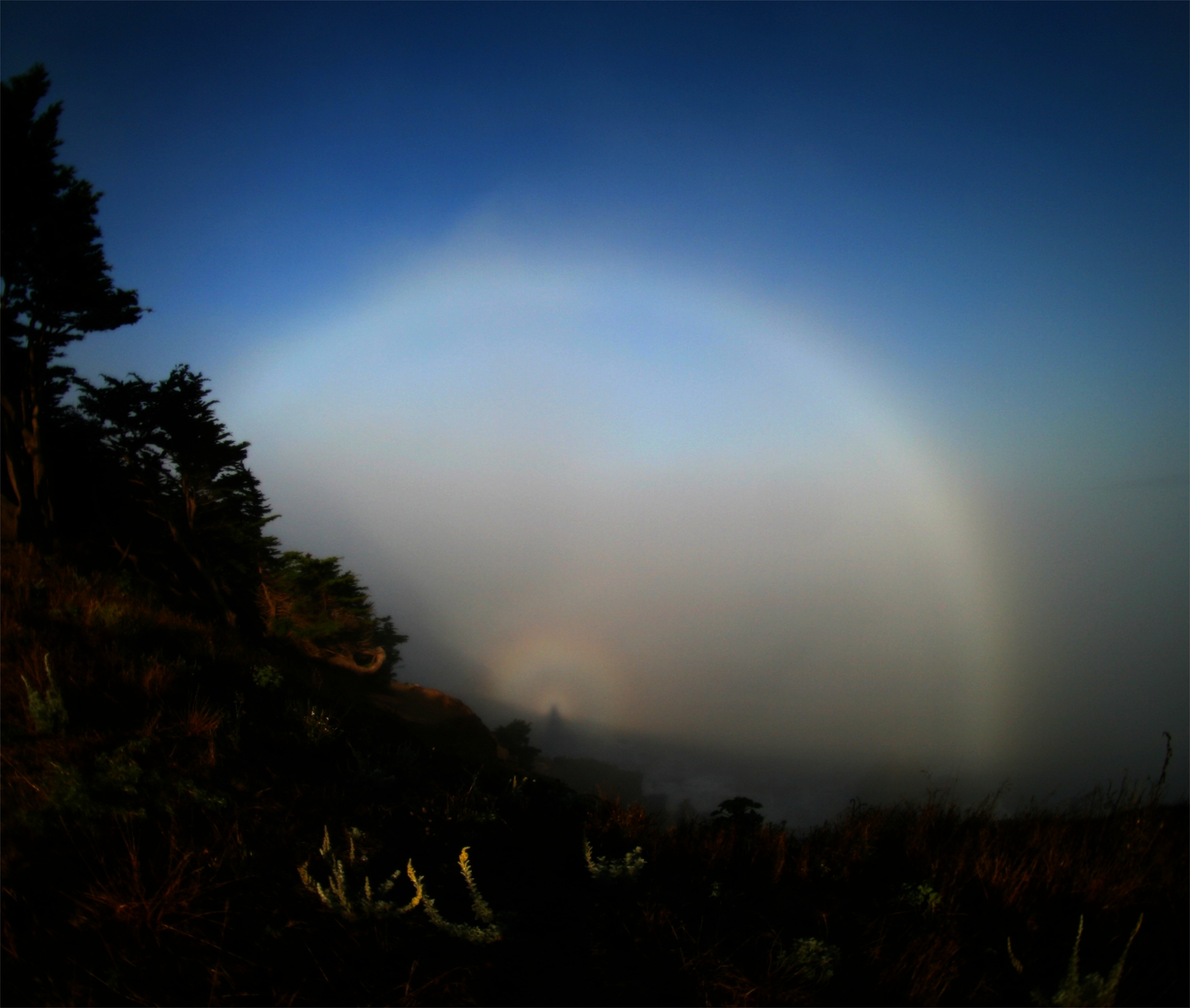
border
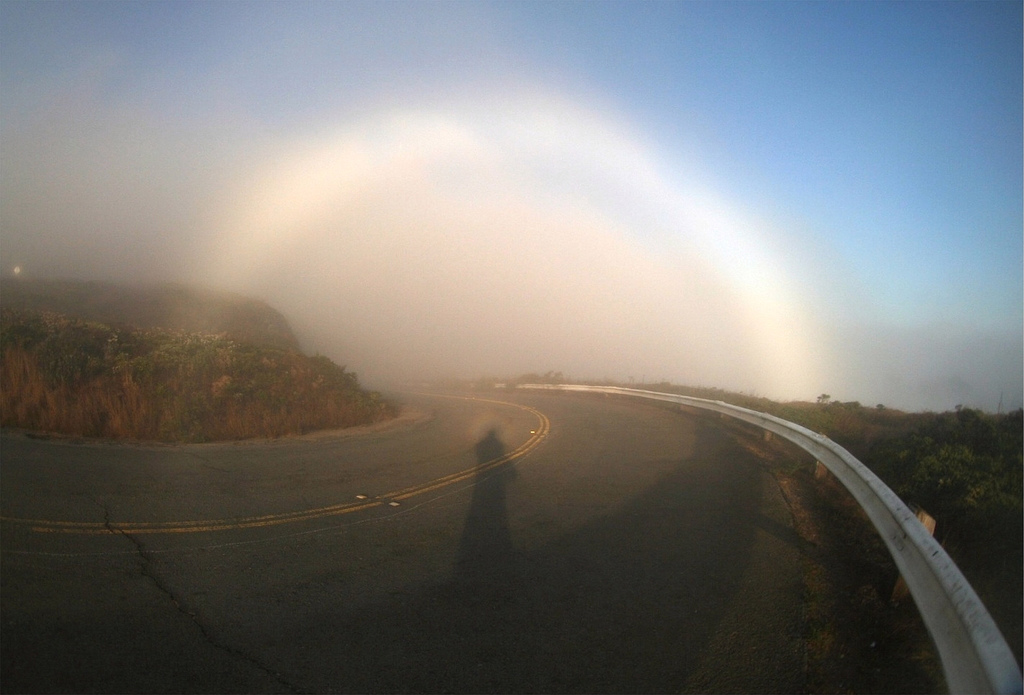
border

Іноді білою райдугою невірно називають місячну райдугу.